# Мальцев, Анатолий Иванович
Анато́лий Ива́нович Ма́льцев (14 [27] ноября 1909, Мишеронский, Шатурский район[…] — 7 июля 1967[…], Новосибирск) — советский математик, основоположник сибирской школы алгебры и логики. Академик АН СССР (1958). Лауреат Ленинской премии.
Среди результатов в области общей алгебры — теорема Мальцева об остаточной конечности конечнопорождённых подгрупп общей линейной группы, изучение свойств обобщений алгебр Ли (названных алгебрами Мальцева), является одним из создателей универсальной алгебры, в частности, одним из первых применил методы математической логики к алгебраическим системам и обнаружил фундаментальные свойства квазитождеств, приведшие к построению теории квазимногообразий, в теории моделей — показал возможность переноса свойств с локальных частей моделей на всю модель (результат известен как локальная теорема Мальцева).

## Биография

### Ранние годы
Родился 14 (27) ноября 1909 года в заводском посёлке Мишеронский, в семье стеклодува Мишеронского стекольного завода Мальцева Ивана Александровича. Окончил школу в 1927 году, после чего поступил в Московский университет. Учась на четвёртом курсе, начал работать ассистентом кафедры высшей математики Московского института технологии зерна и муки.

### Научная карьера
По окончании МГУ в 1931 году направлен на работу в Иваново, где работал сначала ассистентом кафедры высшей математики Энергетического института, а затем перешёл на работу в Ивановский государственный педагогический институт (ныне - ИвГУ), где работал до 1960 года.
С 1934 по 1937 год учится в аспирантуре МГУ под руководством А. Н. Колмогорова. В 1937 году защищает кандидатскую диссертацию «Абелевы группы конечного ранга без кручения».
В 1936 году доказал одну из основных теорем математической логики, известную сейчас как локальная теорема Мальцева. Созданный им метод «описания моделей» позволил дать общее решение ряда проблем, ранее решавшихся с частных позиций.
С 1939 по 1941 год учится в докторантуре Математического института им. В. А. Стеклова. В 1941 году после защиты докторской диссертации «Структура изоморфно представимых бесконечных алгебр и групп» он становится старшим научным сотрудником этого института.
В 1946 году получает Сталинскую премию 2-й степени за работы в области теории групп.
В 1953 году избран членом-корреспондентом Академии Наук СССР.
В 1956 году за выдающиеся заслуги в области науки Мальцеву присвоено звание Заслуженного деятеля науки РСФСР.
В 1958 году академик М. А. Лаврентьев приглашает Мальцева на работу в Сибирский научный центр. В том же году избран действительным членом Академии наук СССР.
В 1959 году переезжает в Новосибирский Академгородок, где участвует в создании механико-математического факультета в только что организованном Новосибирском государственном университете. С 1960 по 1967 год заведует отделом алгебры Института математики СО АН СССР, а также заведует кафедрой алгебры и математической логики механико-математического факультета НГУ.
В 1964 году Мальцеву присуждена Ленинская премия за цикл работ по приложению математической логики к алгебре и теории моделей. В 1967 году награждён орденом Ленина.
В ночь на 7 июля 1967 года Анатолий Иванович Мальцев скоропостижно скончался.
Похоронен на Южном кладбище Новосибирска.

### Политическая деятельность
В 1947, 1950 и 1953 годах Мальцев был депутатом Ивановского областного Совета, а с 1951 по 1955 год — депутатом Верховного Совета СССР.

### Семья
В 1931 году Мальцев женился на своей сокурснице Наталье Петровне Гостик (1910—2009, окончила МГУ в 1931 году, в 1960—1966 годах работала в НГУ, старший преподаватель кафедры геометрии).
- Дочь Людмила (1932—2013) в замужестве Беклемишева
  - внук Беклемишев Лев Дмитриевич — математик, доктор физико-математических наук, академик РАН, специалист в области математической логики.
- сын Аркадий (род. 1935) — математик,
  - внук Мальцев Владимир Аркадьевич, спелеолог, исследователь карстовых пещер Кугитангтау, автор популярных книг о спелеологии;
- сын Иван (род. 1944) — математик,
- сын Андрей (род. 1951).

## Научный вклад
В 1936 году Мальцев доказал одну из основополагающих теорем математической логики, известную как локальная теорема Мальцева или принцип локализации Мальцева. Эта работа заложила основу для дальнейших исследований в области математической логики и ее приложений в алгебре.
Мальцев разработал метод «описания моделей», который нашел широкое применение в исследованиях, связывающих математическую логику и алгебраические теории. На основе принципа локализации он создал метод получения локальных теорем в теории алгебраических систем, включая группы и кольца. Применение этого метода позволило решить ряд актуальных проблем в алгебре, что стало неожиданностью для многих математиков того времени.
В последние годы своей научной карьеры Мальцев сосредоточился на алгоритмических вопросах алгебры, ставших особенно актуальными с развитием вычислительной техники. Он разработал алгоритм для машинного доказательства целого класса алгебраических теорем. Кроме того, Мальцев доказал отсутствие универсального алгоритма для доказательства всех теорем теории конечных групп, записываемых на языке математической логики, решив тем самым проблему, обсуждавшуюся в научном сообществе на протяжении 25 лет.
Научная деятельность Мальцева не ограничивалась теоретическими исследованиями. Он основал влиятельные математические школы в Иванове и Новосибирске, сочетая научную работу с педагогической и общественной деятельностью. Его вклад в науку был высоко оценен: цикл работ Мальцева по приложениям математической логики к алгебре и теории моделей был выдвинут на соискание Ленинской премии в 1964 году.

## Признание и память
- Орден «Знак Почёта» (1945, 1953)
- Сталинская премия II степени (1946)
- Медаль «В память 800-летия Москвы» (1948)
- Заслуженный деятель науки РСФСР (1956)
- Ленинская премия (1964)
- Орден Ленина (1967).

Именем А. И. Мальцева названы улицы в Новосибирском Академгородке и в Иваново, аудитории Новосибирского и Ивановского государственных университетов, утверждены именные стипендии в этих университетах. Российской академией наук учреждена премия имени Мальцева, в СО РАН премия для молодых учёных. Ежегодно в Институте математики СО РАН проходит конференция «Мальцевские чтения».

## Некоторые публикации
- Основы линейной алгебры. — М.-Л.: Гостехиздат, 1948. — 423 c.
- Основы линейной алгебры. — Изд. 2-е, перераб. М.: Гостехиздат, 1956. — 340 c.
- Foundations of linear algebra. — Transl. from Russian by Т. С. Brown. San Francisco — London, W. H. Freeman and Co., 1963. — Имеются пер. на япон. и кит. яз.
- Рекурсивные функции. — Ротапринт., Новосибирск, 1960. — 39 c.
- Некоторые вопросы современной теории классов моделей. — Ротапринт., Новосибирск, 1961. — 61 c.
- Алгоритмы и рекурсивные функции. — М.: «Наука», 1965. — 391 c.
- Алгебраические системы. — М.: «Наука», 1970. — 392 c.
- Основы линейной алгебры. — Изд. 3-е, перераб., М.: «Наука», 1970. — 400 c.
- The metamathematics of algebraic systems. Collected papers: 1936—1967. — Amsterdam, 1971. — 494 p. — (Studies in logic and the foundations of mathematics. V. 66.)

## Галерея

Мемориальная доска в Новосибирске
Бюст А. И. Мальцева в Институте математики (Новосибирск)
Мемориальная доска в Иваново

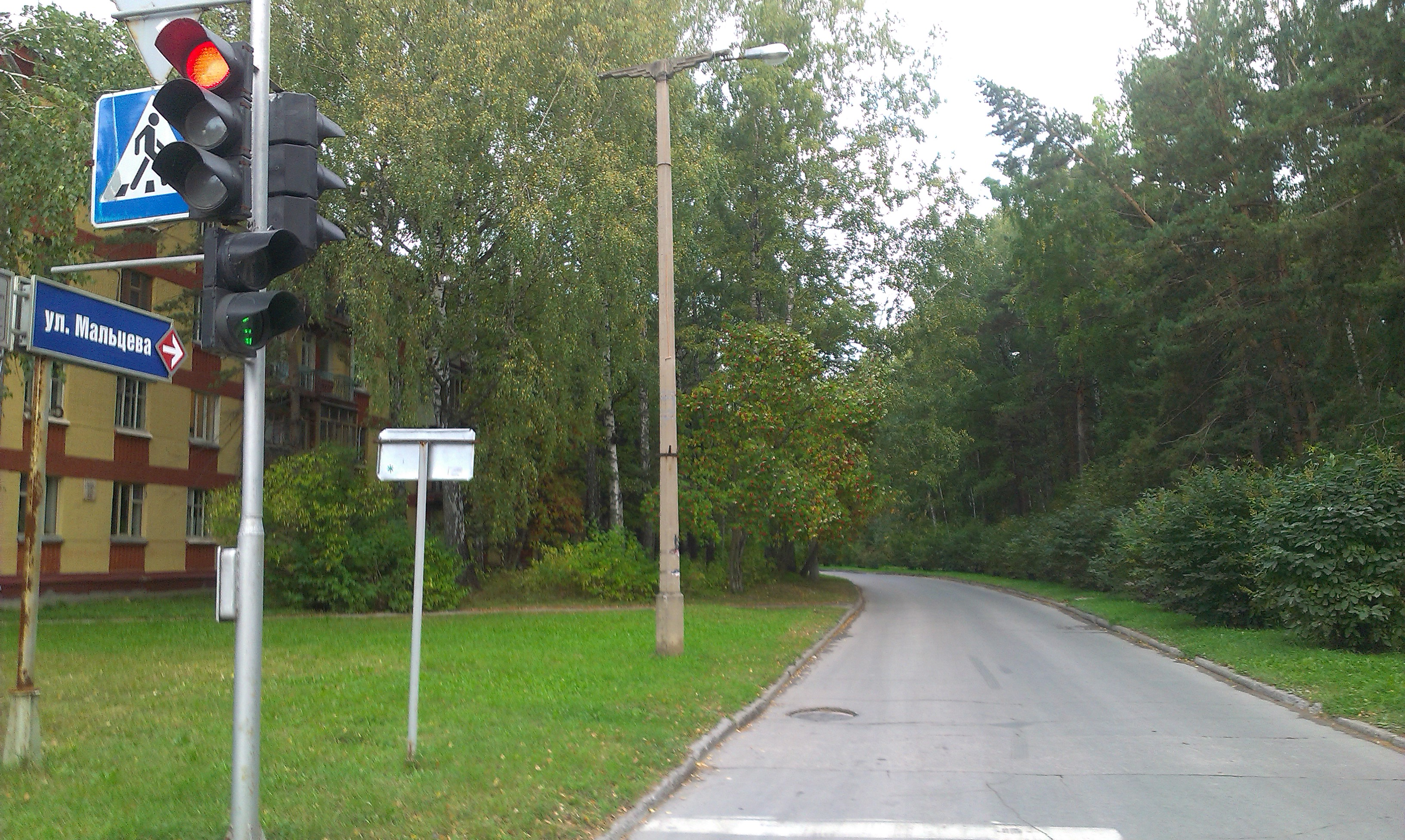
Улица Мальцева в Новосибирске
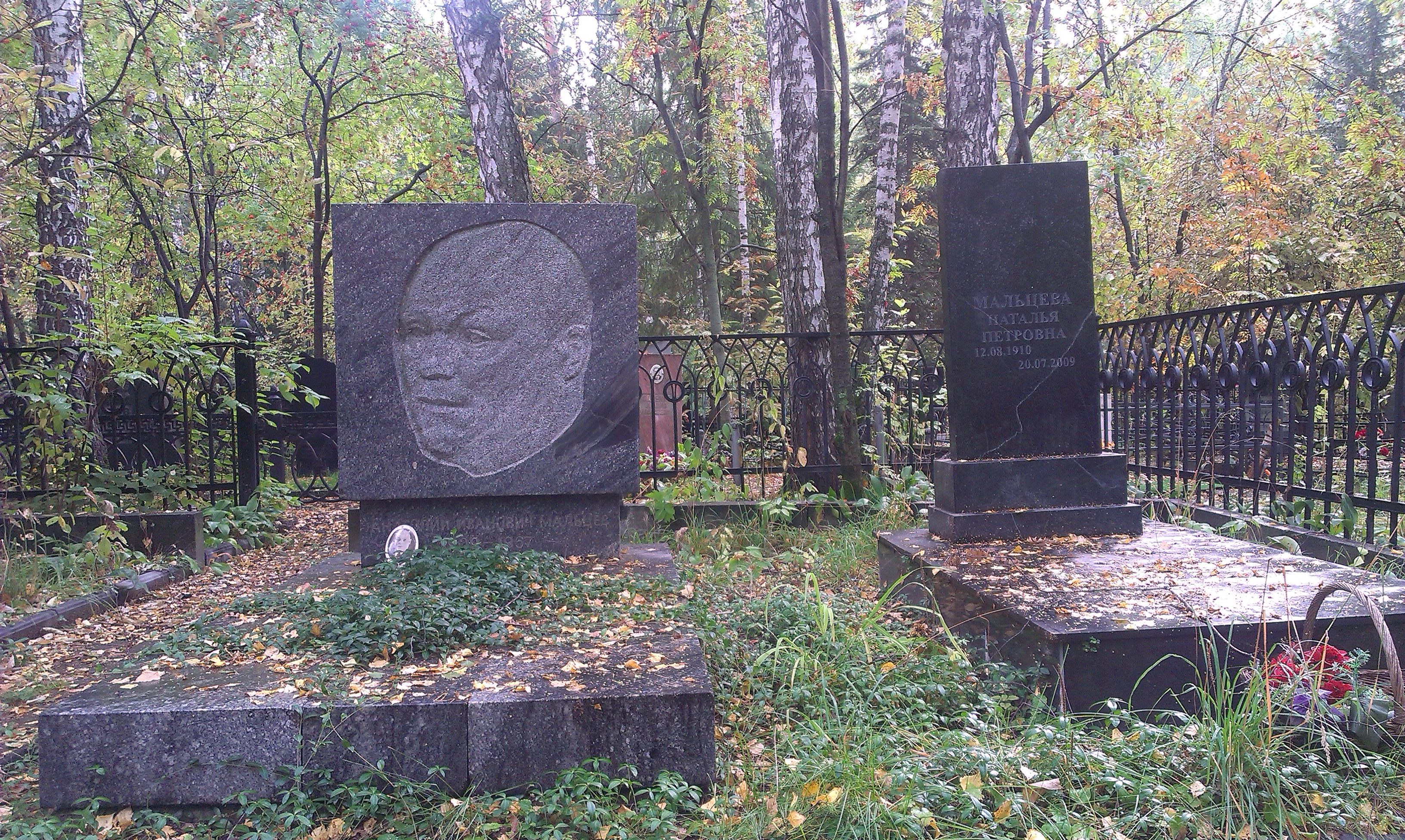
могила А. И. Мальцева на Южном кладбище